# Clio, Alabama
Clio är en ort i Barbour County i Alabama. En av sevärdheterna i Clio är Clio Museum of Moonshine. Vid 2010 års folkräkning hade Clio 1 399 invånare.

## Kända personer från Clio
- George Wallace, politiker